# 若狭町立上中中学校
若狭町立上中中学校（わかさちょうりつ かみなかちゅうがっこう、英称: Wakasa town Kaminaka Junior High School）は、福井県三方上中郡若狭町井ノ口にある公立中学校。

## 概要
旧上中町のほぼ中心部に位置し、向かって右手には集落、左手には町営体育館、背面を山に囲まれた自然豊かな環境にある。
2005年（平成17年）3月31日に、上中町が三方との市町村合併により若狭町となったことから、同時に「若狭町立」となった。
校歌は山本和夫が作詞、堀内敬三が作曲を担った。

## 沿革
- 1951年（昭和26年）
  - 7月 - 旧館完成。
  - 9月25日 - 学校創立。開校記念日に制定。
- 1952年（昭和27年）3月 - 第1回卒業式挙行。
- 1953年（昭和28年）9月 - 講堂完成。
- 1956年（昭和31年）
  - 9月 - 本館完成。
  - 11月 - 全館完成。落成式挙行。校歌制定。
- 1957年（昭和32年）10月 - 給食室完成。
- 1960年（昭和35年）10月 - 学校給食で全国表彰をうける。
- 1962年（昭和37年）7月 - バックネット完成。
- 1966年（昭和41年）11月 - 校庭フェンス完成。
- 1968年（昭和43年）9月 - 観覧用スタンド完成。
- 1969年（昭和44年）9月 - 中庭改造「憩いの園」完成。
- 1970年（昭和45年）9月 - 創立20周年記念碑完成。記念の庭。
- 1971年（昭和46年）6月 - 給水施設「親の水」完成。
- 1974年（昭和49年）11月 - 保健体育研究発表。（4年目）
- 1978年（昭和53年）4月 - ふるさとづくり教育推進校、ボランティア活動協力校に指定。
- 1979年（昭和54年）4月 - 道徳教育協同推進校指定。
- 1981年（昭和56年）4月 - 学校改築で仮設校舎へ移転。
- 1982年（昭和57年）4月 - 第1期工事竣工。入校式。
- 1983年（昭和58年）
  - 1月 - 第2期工事竣工。入校式。
  - 4月 - 生徒指導実践校指定。
  - 11月 - 総合改築落成式。
- 1984年（昭和59年）4月 - 機器利用英語教育研究指定。
- 1986年（昭和61年）4月 - 「学習指導の充実」研究推進校指定。
- 1991年（平成3年）4月 - 武道指導推進研究指定。
- 1993年（平成5年）9月 - 図書室を改造しPC室竣工。22台設置。
- 1995年（平成7年）11月 - 日本学校体育研究連合会より全国表彰。
- 1996年（平成8年）4月 - 「学習指導の充実」研究実践校指定。
- 1997年（平成9年）4月 - 「福祉協力校」指定。
- 1998年（平成10年）4月 - LL教室を改造しPC室竣工。37台設置。
- 1999年（平成11年）4月 - 「金銭教育研究校」指定。
- 2001年（平成13年）11月18日 - 創立50周年記念式典挙行。
- 2002年（平成14年）4月 - 学力向上フロンティア事業研究指定。
- 2003年（平成15年）4月 - 学力向上フロンティア事業研究指定。
- 2004年（平成16年）4月 - 学力向上フロンティア事業研究指定。
- 2005年（平成17年）3月31日 - 三方町との町合併に伴い、若狭町立上中中学校に改称。
- 2006年（平成18年）10月 - 給食室を改築し赤瓦館・武道場完成。
- 2007年（平成19年）4月 - 豊かな体験活動（長期宿泊）を開始
- 2008年（平成20年）5月 - 年2回　宿泊体験を開始
- 2009年（平成21年）4月 - 学年24人4クラスから30人3クラスへ変更。これに伴い空き教室に視聴覚室、生徒活動室、知的障害学習室(トライ室)、生徒活動室(第二PC室)を竣工
- 2010年（平成22年）4月 - 国の教育事業により、教室に電子黒板10台、PC37台入れ替え

## 通学区域
旧上中町域。
- 若狭町立鳥羽小学校
- 若狭町立瓜生小学校
- 若狭町立熊川小学校
- 若狭町立三宅小学校
- 若狭町立野木小学校

## 周辺
- 国道27号
- 一級河川　北川
- 国道303号
- 若狭町立三宅小学校
- 瓜割の滝
- 若狭町立三宅保育所
- 若狭町役場
- JR小浜線 上中駅
- 若狭農村公園(一姫グラウンド)
- パレア若狭
- 若狭テクノバレー(工業団地)
- super center PLANT2上中店
- 熊川宿
- 若狭カントリークラブ

## その他

### 教諭の過労死問題
同校の男性教諭（当時27歳）が、2014年10月に自殺。この教諭は同年4月から同校で勤務していたが、同年6月までの3ヵ月間に残業が月120 - 160時間超に上ったとされ、受け持っていた生徒の無断外泊や保護者とのトラブルもあったとされた。地方公務員災害補償基金福井県支部はこの教諭の自殺の原因が公務災害であると、2016年9月6日付で認定した
2017年2月14日、校長が安全配慮義務を怠ったためとして、男性教諭の遺族が県と若狭町を相手に慰謝料など約1億の損害賠償を求め福井地裁に提訴した。。同年4月5日、第1回口頭弁論が福井地裁（林潤裁判長）で開かれ、県と町は請求棄却を求めた。
教員の長時間労働問題に詳しく「教師のブラック残業」（学陽書房）などの著書がある教育社会学者の内田良・名古屋大学教授は、福井地裁の判決を「教員の残業は自主的ではないとして学校側の責任を認めた画期的な判決。教員の働き方改革の追い風になる」と評価した。